# Tisserin à cape jaune
Ploceus dorsomaculatus
Espèce
Statut de conservation UICN

 LC  : Préoccupation mineure
Le Tisserin à cape jaune (Ploceus dorsomaculatus) est une espèce de passereau appartenant à la famille des Ploceidae.